# Ulu Rurah
Ulu Rurah is een bestuurslaag in het regentschap Pagar Alam van de provincie Zuid-Sumatra, Indonesië. Ulu Rurah telt 3506 inwoners (volkstelling 2010).